# Limbo (Richard Henshall)
Limbo è un singolo del cantante britannico Richard Henshall, pubblicato il 26 luglio 2019 come secondo estratto dal primo album in studio The Cocoon.

## Descrizione
Si tratta del brano più soft dell'album e si caratterizza per le influenze più elettroniche e ambient e per un ritornello melodico. Il testo, secondo quanto spiegato da Henshall, riguarda l'idea di essere bloccato tra due mondi pur essendo vincolato da un destino su cui non hai il controllo.

## Video musicale
Il videoclip, diretto da Miles Skarin, è stato pubblicato in concomitanza con il lancio del singolo e mostra vari filmati girati in Islanda in bianco e nero.

## Tracce
Testi e musiche di Richard Henshall.
1. Limbo – 3:54

## Formazione
- Richard Henshall – chitarra, tastiera, voce, produzione
- Conner Green – basso, arrangiamento aggiuntivo del basso
- Matt Lynch – batteria, arrangiamento aggiuntivo della batteria
- Simon Grove – coproduzione, missaggio, mastering
- Sevcan Yuksel Henshall – copertina